# Ilkka Laitinen
Ilkka Laitinen (ur. 22 sierpnia 1962 w Nurmes, zm. 29 września 2019) – fiński wojskowy, generał porucznik, szef fińskiej Straży Granicznej w latach 2018–2019, pierwszy dyrektor wykonawczy Frontex, agencji ochrony granic Unii Europejskiej od 2004 do 2014 roku.
Służył w fińskiej Straży Granicznej od 1982 roku.  W 2004 roku awansował do stopnia pułkownika i zajmował wiele różnych stanowisk na szczeblu krajowym i unijnym. Został mianowany pierwszym szefem Fronteksu w dniu 25 maja 2005 roku.
Laitinen zmarł 29 września 2019 roku w wieku 57 lat.